# Запікан
Запікан (словац. Zapikan) — пам'ятка природи Пряшівського державного управління охорони природи.
Розташована на кадастровій території села Давидів в окрузі Вранов-над-Теплою Пряшівського краю. Територія оголошена в 1993 році на площі 1,0 га. Охоронна зона не визначена. На заповідну територію поширюється 5-й ступінь захисту.
Об’єктом охорони є: Вражаюча ущелина Коморського потоку зі скелястими утвореннями, виступами та водоспадом на 3-метровому рівні місцевості у вулканічно-осадовій сукупності крайової частини Солоних гір.

## Зовнішні посилання
- Chránené územia, Štátna ochrana prírody Slovenskej republiky (словац.)